# Меропа (имя)
Меро́па (греч. Μερόπη) — греческое женское имя.

## В мифах Древней Греции
- Меропа — одна из семи плеяд, дочь Атланта и Плейоны, жена коринфского царя Сизифа.
- Меропа — океанида, мать Фаэтона.
- Меропа — одна из гелиад, сестра Фаэтона.
- Меропа — дочь (либо жена) Энопиона с Хиоса, похищенная Орионом, за что тот был ослеплён.
- Меропа[англ.] — по Софоклу: жена царя Коринфа Полиба, приёмная мать Эдипа.
- Меропа — дочь Пандарея из Милета.
- Меропа — дочь Эрехтея, жена Эвпалама и мать Дедала.
- Меропа — жена Мегарея.

## В истории
- Меропа — дочь царя Аркадии Кипсела, жена царя Мессении Кресфонта, мать Эпита. Её истории посвящён ряд одноимённых трагедий: Шипионе Маффеи (1713), Вольтера (1743), Пьера Клемана (1733) и Витторио Альфьери (1782), а также две оперы: Риккардо Броски ([1732) и Флориана Гассмана на либретто Апостоло Дзено (1757).

## Производное использование
- В астрономии имя Меропы-плеяды было увековечено в названии звезды в скоплении Плеяд, расположенном в созвездии Тельца), и отражающей туманности в том же созвездии. Имя (1051) Меропа[англ.] также получил астероид главного пояса, открытый Карлом Райнмутом в 1925 году.
- В биологии имя Меропы оказалось использовано сразу в двух семействах: насекомых и птиц. Во избежание смешения, в 1940 году пришлось принять решение[1], согласно которому к названию класса насекомых была добавлена буква лат. e, и он стал называться меропеиды Meropeidae, а за семейством щурковых оставили название меропиды (лат. Meropidae). Соответственно, бабочка- скорпионница, идентифицированная в 1838 году Ньюменом в Северной Америке, зовётся Merope tuber, а карликовая щурка — Merops pusillus.

В связи с птичками-щурками и попыткой выяснить значение имени Меропа произошёл забавный факт. Спутав первичное со вторичным, а греческий язык с латынью, автор этимологического справочника написал, что по-гречески Merope — название птицы-пчелоеда (английское название щурков — называют пчелоеды, англ. bee-eaters):

it may mean «with face turned» or «bee-eater bird» in Greek
Перевод
может означать по-гречески «с отвернувшимся лицом» или «птица-пчелоед».

Впрочем, в силу наличия созвучного женского имени Европа не менее сомнительным и надуманным представляется и другой вариант разъяснения этимологии имени Меропа, через греч. μερος, часть + греч. ωψ лицо, глаз, из чего выходит «прикрывшая (отвернувшая) лицо или глаза».